# Schebitko
Schebitko (auch Sebitku, Schabataka) war der 3. Pharao (König) der 25. Dynastie. Seine Regierungszeit wird von 716 bis 707/706 v. Chr. angesetzt. Er ist der Nachfolger des Pije. Seine Gemahlinnen heißen Arti und Qalhat.

## Weitere Namen
Den Horusnamen und den Thronnamen übernimmt er vom Namen des Djedkare Asosi aus der 5. Dynastie. Der auf einer Kaiinschrift aus Karnak erwähnte Horusname „Starker Stier, der in Theben erscheint“ sowie der Nebtiname „Der die Maat erscheinen lässt, Geliebter der beiden Länder“ beziehungsweise „Mit dauernden Erscheinungen“ sowie der Goldname „Der über den Sieg zufrieden ist“ sind dagegen an die Titulatur von Thutmosis III. angelehnt.

## Herkunft
Die Herkunft des Schebitko ist nicht genau bekannt. Manetho nennt ihn als einen Sohn des Schabaka. Nach einem anderen Text könnte er eventuell der Bruder des Taharqa und damit ein Sohn des Pije sein. Seine Gemahlin Arti war die Tochter des Pije.
Die Reihenfolge der Herrscher Schebitko und Schabaka ist lange Zeit diskutiert worden. Die neuere Forschung sieht Schebitko als Vorgänger von Schabaka, und nicht umgekehrt, wie lange Zeit angenommen.

## Belege
Aus Ägypten sind von Schebitko mehrere Daten bekannt, so beispielsweise das dritte Jahr auf einer Nilstandsinschrift am Kai von Karnak und das 15. Jahr auf einer Statue. Eine Schenkungsstele des Fürsten Patjenfi von Pharbaithos nennt das zehnte Jahr von Schebitko. Rolf Krauss datiert das dritte Regierungsjahr aufgrund der Inschrift bezüglich des Amun-Re-Festes auf 701 v. Chr., verweist jedoch auf die Möglichkeit, dass sich das zugehörige Datum im altägyptischen Mondkalender auch auf das Jahr 704 v. Chr. beziehen kann, was wiederum einen Regierungsantritt Schebitkos um 707/706 v. Chr. bedeuten würde.
Als weitere Querverbindung ist die Nennung der Geburt eines Apis-Stieres unter Taharqa bekannt. Der Herrschaftsbeginn von Taharqa fällt dadurch in das Jahr 691 v. Chr. Das von Schebitko belegte 15. Regierungsjahr widerspricht somit einer Thronbesteigung um 704/703 v. Chr. Die meisten Ägyptologen setzen daher eine Regierungsdauer von etwa 16 bis 17 Jahren an, woraus sich ein Regierungsbeginn um etwa 707/706 v. Chr. ableitet.

## Herrschaft

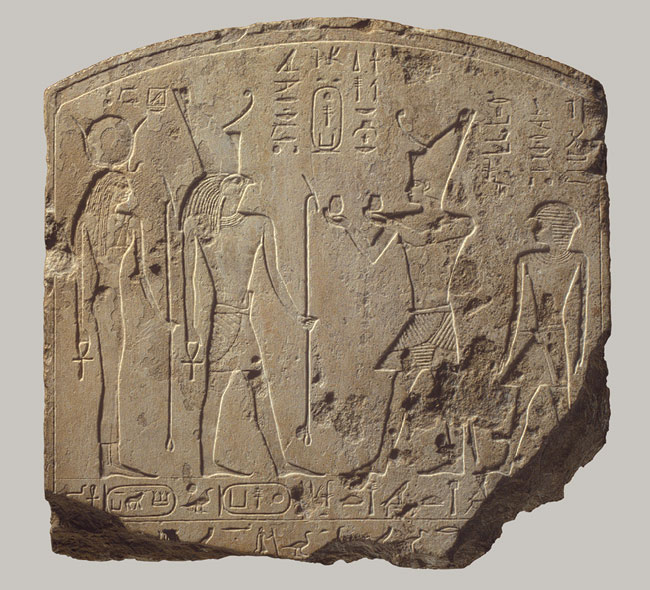
Stele, die Schebitko beim Opfern zeigt

### Außenpolitik
Außenpolitisch bedeutend ist, dass Schebitko gemeinsam mit anderen unter- und mittelägyptischen Kleinfürsten Stadtstaaten unterstützt, die sich gegen Assyrien erheben. In seinem zweiten Regierungsjahr zieht er in die Schlacht bei Altaqu/Elteqeh gegen Sanherib. Die Eroberung von Jerusalem kann aber nur durch die Unterwerfung des Hiskia von Juda verhindert werden.

### Bautätigkeit
Schebitko baute in Theben eine Kapelle am Heiligen See und erweiterte die Kapelle des Osiris-Herr-der-Ewigkeit mit Amenirdis I. zusammen. An der Südostecke des Luxortempels ersetzte er einige Reliefs von Ramses III. durch Szenen zur Anbetung der Götter Amun, Hathor und Mut. Aus Memphis ist eine Statue bekannt und im Serapeum in Sakkara gibt es Hieroglyphenkartuschen. Außerdem wird er auf der Schenkungsstele mit seinem zehnten Jahr und auf der Stele eines Totenpriesters des Schebitko genannt. Ein Bronzenaos, ein Anch-Zeichen aus Fayence aus Kawa, der Griff eines Sistrums und verschiedene weitere Objekte können ihm allerdings nicht sicher zugeschrieben werden.

## Sein Grab
Schebitko wurde in einer Grabpyramide (Nr. 18) in El-Kurru bestattet. Es wurden Reste der Grabausstattung (Uschebtis, Opfertafel, Elfenbein) sowie Schädel und Knochen von Schebitko gefunden. In der Nähe befanden sich Begräbnisstätten für die königlichen Pferde.